# Мёнхенгладбах
Мёнхенгла́дбах (нем. Mönchengladbach [mœnçənˈɡlatbax], рип. Jlabbach) — внерайонный город на западе земли Северный Рейн-Вестфалия. Город, классифицируемый как региональный центр, расположен в административном округе Дюссельдорф и также является частью Рейнско-Рурского столичного региона. Городская территория Мёнхенгладбаха простирается к северу от истока реки Нирс, а центр города Мёнхенгладбах расположен примерно в 25 километрах к западу от столицы земли Северный Рейн-Вестфалия Дюссельдорфа.
Город Мёнхенгладбах существует в своих нынешних границах с момента административной реформы, вступившей в силу 1 января 1975 года, после того как (старый) независимый город Мёнхенгладбах был объединён с независимым городом Райдт и муниципалитетом Викрат (район Гревенброх) в новый независимый город Мёнхенгладбах.
В 1921 году численность населения впервые превысила 100 000 человек. По данным Статистического управления земли Северный Рейн-Вестфалия, на 31 декабря 2024 года население всего города составляло 276 340 человек.
Благодаря двум главным железнодорожным вокзалам (собственно Мёнхенгладбаха и Райдта) город является единственным в Германии, имеющим два главных железнодорожных вокзала, что позволило ему попасть в Книгу рекордов Гиннесса.

## География

### Местоположение и окрестности
Мёнхенгладбах расположен примерно в 16 километрах к западу от Рейна в Нижнерейнской низменности на восточном склоне плато Швальм-Нетте по направлению к покрытому лёссом плато Кемпен-Альдекеркер и низменности Нирс. Хотя Мёнхенгладбах в основном равнинный, юг (район Оденкирхен) и центр города (вокруг Бёкельберга и Абтайберга) сравнительно холмистые. Однако эти холмистые хребты ограничены внутренней частью города. Значительную часть территории города занимают леса и парки. Лес Хардтер и части Рейндалена на западе относятся к природному парку Маас-Швальм-Нетте.
Самая высокая точка — 133 м над уровнем моря находится на высотах Райдта. Самая низкая точка — Нирсвизен в городском районе Донк, на высоте 35 м над уровнем моря. Общая протяженность городской черты составляет 86 километров. Наибольшая протяженность с севера на юг составляет 17 км. Наибольшая протяженность с запада на восток — 18 км. Центр городской территории находится в административном районе Понгс.

#### Городские округа и их районы
- Округ Норд: Айккен, Ам Вассертурм, Вальд, Вальдхаузен, Вестенд, Виндберг, Гладбах, Даль, Олер, Фенн, Хардт-Митте, Хардтер.
- Округ Ост: Беттрат-Ховен, Бунгт, Гизенкирхен-Митте, Гизенкирхен-Норд, Еддинг, Люррип, Нойверк-Митте, Флюгхафен, Хардтербройх-Пеш, Шельзен.
- Округ Зюд: Бонненбройх-Генайккен, Гайстенбекк, Гренцландштадион, Зассерат, Мюльфорт, Оденкирхен-Вест, Оденкирхен-Митте, Понгс, Хайден, Хоккштайн, Шлосс Райдт, Шмёльдеркпарк, Шриверс.
- Округ Вест: Ванло, Виккрат-Вест, Виккрат-Митте, Виккратберг, Райндален-Ланд, Райндален-Митте, Хауптквартир, Хен, Хольт.

До административной реформы 2009 года и укрупнения округов в Мёнхенгладбахе существовали следующие округа: Виккрат, Гизенкирхен, Нойверк, Оденкирхен, Райдт-Вест, Райдт-Митте, Райндален, Фольксгартен, Хардт и Штадтмитте.

## История
Город известен тем, что первым из городов Германии подвергся ковровому бомбометанию Союзнической авиацией во Второй Мировой войне, 11 мая 1940 года.

## Экономика
Промышленность
В этом городе расположена фабрика по производству мужской одежды класса люкс Van Laack.

## Спорт
Город знаменит своей футбольной командой — «Боруссия» (Мёнхенгладбах) — пятикратный чемпион Германии, одна из сильнейших команд Европы в 1970-е годы.

## Достопримечательности
- Базилика Святого Вита — построена в XII—XIII веках
- Музей современного искусства Абтайберг. Архитектор нового здания Ханс Холляйн (при активном участии директора музея Йоханнеса Кладдерса)

## Галерея

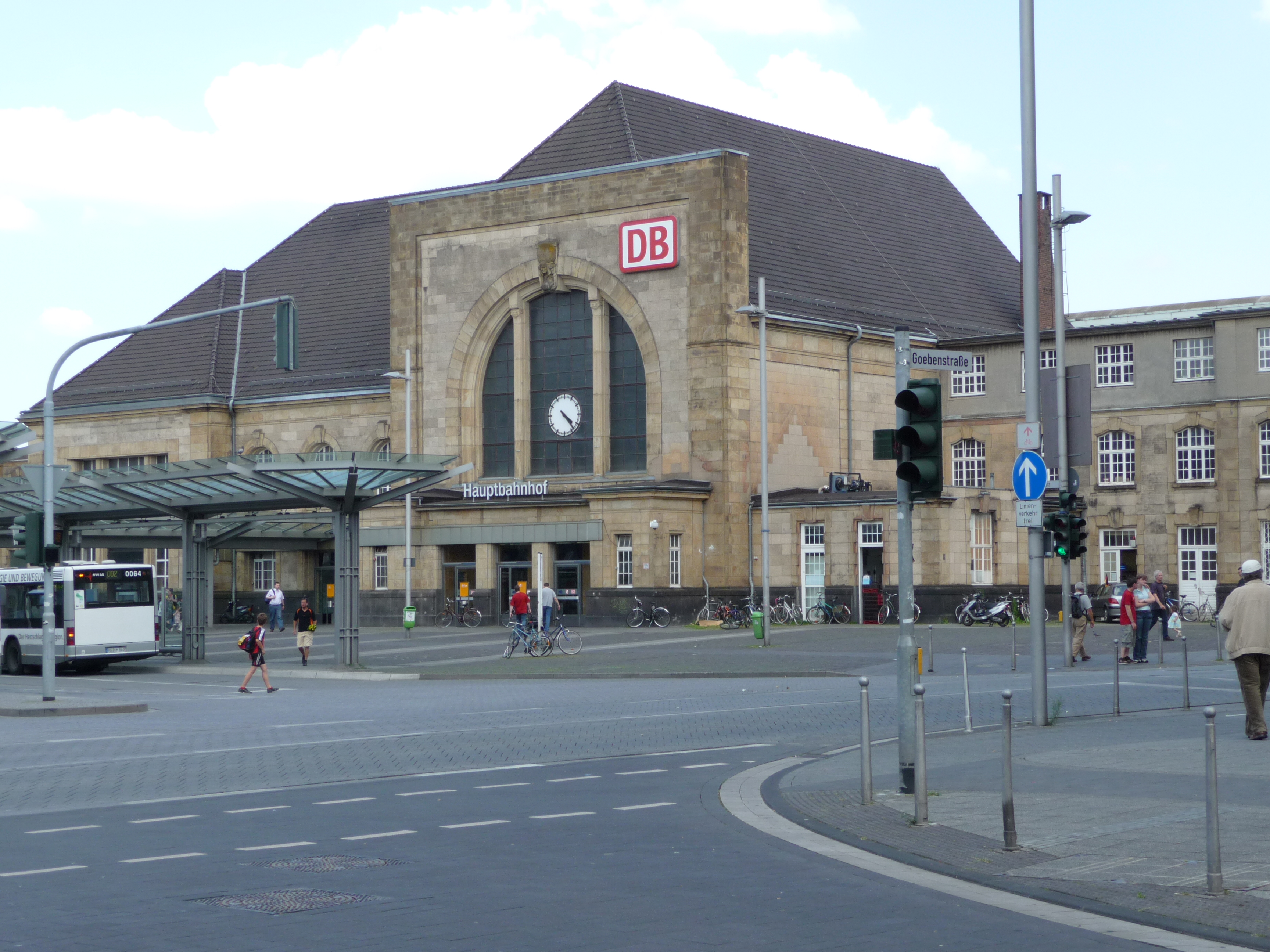
Главный железнодорожный вокзал